# L'esplosione del forte B.2
L'esplosione del forte B.2 è un film muto italiano del 1914 diretto da Umberto Paradisi.